# Kloster Cerreto
Das Kloster Cerreto (Ceretum) ist eine ehemalige Zisterzienser-Abtei in der Lombardei, Italien und die 105. mittelalterliche Mönchsabtei des Ordens. Es liegt zwischen Lodi und Crema in der Provinz Lodi, am orographisch linken Ufer des Flusses Adda, in der Gemeinde Abbadia Cerreto.

## Geschichte
Das Kloster wurde von Graf Benno von Cassino 1084 als Benediktinerkloster gestiftet, aber wegen deren Parteinahme für den Gegenpapst Anaklet II. durch Bischof Guido von Lodi 1135 den Zisterziensern übergeben und drei Jahre später von Papst Innozenz II. dem Kloster Chiaravalle Milanese als Tochterkloster unterstellt. Erster Abt war der Gründungsabt von Chiaravalle Milanese, Bruno. Damit gehörte es der Filiation der Primarabtei Clairvaux an. Das Kloster erhielt reiche Zuwendungen u. a. von dem Mailänder Patrizier Alberto de Oldradis. Cerreto wurden als Tochterklöster das Kloster Cavatigozzi (Santa Maria Maddalena alla Cava) und das Kloster Santo Stefano al Corno unterstellt. 1439 fiel Cerreto in Kommende. Der Beitritt zur italienischen Zisterzienserkongregation erfolgte 1497. Im 17. und 18. Jahrhundert wurden barocke Veränderungen vorgenommen. 1798 wurde die Abtei aufgehoben und ein Teil der Gebäude wurde abgebrochen. Seither ist die 1893 und 1944 bis 1950 restaurierte Kirche Pfarrkirche.

## Anlage und Bauten
Erhalten ist die 1541 restaurierte kreuzförmige und aus Backsteinen errichtete Abteikirche. Sie ist im bernhardinischen Plan mit rechteckigem Chor und je drei gerade geschlossenen Nebenkapellen an beiden Ostseiten des Querhauses erbaut, um 1150 begonnen und um 1200 nach verändertem Plan (Kreuzgewölbe anstelle der ursprünglich vorgesehenen Gurttonnen, die nur im Chor und in den Seitenkapellen ausgeführt wurden) vollendet worden. Das dreischiffige Langhaus besteht aus vier Doppeljochen mit Rippengewölben im gebundenen System. Die Seitenschiffe sind durch Scheidbögen über massiven Pfeilern mit Halbsäulenvorlagen und Würfelkapitellen abgeteilt. Die Dienste beginnen – wie häufig bei Zisterzienserkirchen – erst in 2,5 Metern Höhe. Die Fassade ist durch Lisenen in fünf Abschnitte geteilt. Die 1944 weitgehend restaurierte Vorhalle datiert um 1250, der achteckige gotische Vierungsturm um 1350. Über der südlichen Querhauskapelle wurde ein spätbarocker Glockenturm errichtet. Der südlich der Kirche gelegene Kreuzgang ist bis auf den Wölbungsansatz an der Südwand der Kirche abgegangen. Die noch vorhandenen Klostergebäude sind nicht älter als aus der ersten Hälfte des 16. Jahrhunderts, jedoch soll der Konversenbau im Kern noch mittelalterlich sein.